# Ashley Fox
Sir Ashley Peter Fox (Sutton Coldfield, 15 novembre 1969) è un politico britannico, europarlamentare del Partito Conservatore dal 2009 al 2019. Dal 2024 siede nella Camera dei comuni rappresentando il collegio di Bridgwater.

## Biografia
Dopo aver studiato giurisprudenza al Politecnico di Bristol (ora Università dell'Inghilterra occidentale), dove nel 1990 ha ottenuto il Bachelor of Laws, Fox ha lavorato come insegnante di inglese in Francia per un anno. Si è poi laureato presso il Chester Law College nel 1992 e ha lavorato come tirocinante legale dal 1992 al 1994 e come avvocato dal 1994 al 2009.
Alle elezioni generali britanniche del 2001, Fox si candidò per il Partito Conservatore di Bath, ma non ebbe successo. Nel 2002 è diventato membro del Consiglio comunale di Bristol. Fox è stato eletto al Parlamento europeo alle elezioni del 2009. Al parlamento europeo è membro del Gruppo dei Conservatori e dei Riformisti Europei e vicepresidente della Commissione per gli affari costituzionali. È anche membro della Delegazione per le relazioni con la penisola arabica. Fox è deputato presso la Commissione per i problemi economici e monetari, la Commissione per il mercato interno e la protezione dei consumatori e la delegazione per le relazioni con la Repubblica Popolare Cinese.

### Vita privata
È sposato e ha un figlio e una figlia.